# トルコ航空452便墜落事故
トルコ航空452便墜落事故は1976年9月19日にアタテュルク国際空港からアンタルヤ空港に向かっていた国内線定期便だったトルコ航空452便がウスパルタ、カラテペの丘に墜落した事故である。パイロットエラーにより、空港より60マイル（97キロ）以上手前から降下を開始したことが原因だった。この事故はトルコで発生した航空事故としては最悪のものとなっている。

## 飛行の詳細
事故機のボーイング727-200は1974年にシリアル番号20982で製造され、3基のプラット・アンド・ホイットニーJT8D-15 ターボファンエンジンを搭載していた。
452便は146人の乗客と8人のクルーを乗せていた。乗員全員と乗客23人がトルコ人であった。その他の乗客の多くはイタリア人で、ドイツ人とオランダ人も含まれていた。

## 事故の経緯
452便はアタテュルク国際空港を22時45分（EET、UTC20時45分）に離陸し23時11分（EET）に副操縦士が管制官と交信、アンタルヤ空港の照明灯を目視したと伝えたが実際はアンタルヤ空港の北97キロ地点にある高速道路であった。副操縦士は滑走路36へのアプローチを要求し有視界飛行での降下を開始したが、この時点では管制からの承認を受けていなかった。管制は452便に現在地を尋ね、レーダーや肉眼で機体を視認しようとしたが確認できなかった。副操縦士は13,000フィート (4,000 m)の長さがある高速道路を滑走路と見誤り、着陸体制に入った。
機体が490フィート (150 m)まで降下したとき、機長が着陸しようとしている場所が高速道路だと気付いた。機長はすぐに推力を上げ機体を上昇させようと試みたが既に遅く、右主翼が高速道路脇の山に激突し、そのまま斜面に墜落した。

## 事故調査
事故翌日、ブラックボックスがウスパルタ当局によって回収された。
調査から、パイロットがアンタルヤ空港とウスパルタの高速道路を取り違えていたことが判明した。その結果、副操縦士は高速道路への降下を始め、付近の山へ向かっていった。機外の監視が不十分だったため、パイロットは山へ降下していることに気づくのが遅れた。